# Глуино
Глуино (символ g͂) в суперсиметрията е хипотетичен суперсиметричен партньор на глуона. Ако съществуват, според теоретиците на суперсиметрията, глуоните се очаква да бъдат създадени в двойка в ускорители на частици като Големия адронен ускорител.
В теориите за суперсиметрията глуиното се възприемат за фермион на Майорана, които взаимодействат чрез силното ядрено взаимодействие като цветен октет. Глуиното имат лептон номер 0, барион номер 0 и спин 1/2
В моделите на суперсиметрията, които запазват R-паритета глуиното се разпадат чрез силното взаимодействие на скварк и кварк, при условие, че е удовлетворено съответното масово съотношение. Кваркът след това се разпада на друг кварк и на най-леката суперсиметрична частица LSP (която напуска детектора незасечена). Това означава, че типичен сигнал за глуино в адронен колайдер би бил четири потока плюс липсваща енергия.